# Toytown
Pour les articles homonymes, voir Toytown (homonymie).
Toytown est un cheval britannique de concours complet d'équitation appartenant à Zara Phillips. Ce hongre Irish Sport Horse, né en 1992, est alezan et porte des marques blanches distinctives, dont une liste blanche et des taches sur le corps. Toytown et Phillips ont participé ensemble au plus haut niveau de compétition dans ce sport, jusqu'à ce que le cheval prenne sa retraite en 2011, après avoir couru sur 1 421 événements de concours complet dans sa carrière.

## Histoire
L'origine exacte de Toytown est inconnue. Noddy a été repéré comme cheval de 7 ans novice en 1999 par Mark Phillips, le père de Zara. Zara a acheté le cheval quelques mois plus tard, après l'avoir vu sauter avec sa belle-mère et entraîneur de dressage Sandy Pflueger. Le cheval est mort le 27 juin 2017.